# Фернандо Коуто
Фернандо Мануел Силва Коуто (порт. Fernando Manuel Silva Couto; 2. август 1969) бивши је португалски фудбалер. Играо је на позицији одбрамбеног играча.

## Клупска каријера
Поникао је у млађим категоријама фудбалског клуба Порто. Дебитовао је 1987. године у првом тиму истог клуба, где је провео једну сезону, играјући у само једној првенственој утакмици.
Касније, од 1988. до 1990. године, играо је у саставу тимова Фамаликао и Академика.
Поново се вратио у Порто 1990. године, после добрих игара за претходне клубове. Овога пута је за Порто играо наредне четири сезоне играчке каријере. Већину времена проведеног у Порту био је кључни играч у одбрани тима. За то време два пута је освојио титулу шампиона Португалије и постао победник Купа Португалије (такође два пута).
Током периода од 1994. до 1998, бранио је боје италијанског клуба Парма и каталонске Барселоне. Током ових година додао је титулу шпанског првака на своју листу трофеја, освојио шпански фудбалски куп (два пута), освојио Куп УЕФА, освојио Куп победника купова и освојио УЕФА Суперкуп.
Године 1998. потписао је уговор са италијанским Лациом, где је провео наредних седам година каријере. Играјући за Лацио, био је стандардни првотимац. За то време на своју листу трофеја додао је титулу италијанског шампиона, постао победник Купа Италије (два пута), победник Купа УЕФА и победник УЕФА Суперкупа.
Професионалну играчку каријеру завршио је у клубу Парма у којем је раније играо. Клубу се придружио 2005. године, бранећи његове боје до 2008. године и краја професионалне играчке каријере.

## Репрезентативна каријера
Током 1989. и 1990. био је члан омладинске репрезентације Португалије. За омладинску репрезентацију играо је у 10 званичних утакмица и постигао један гол.
Дебитовао је 1990. године на званичним мечевима за сениорску репрезентацију Португалије. Током каријере у националном тиму, која је трајала 15 година, одиграо је 110 утакмица за државни тим, постигавши 8 голова.
Био је члан тима на Европском првенству 1996. у Енглеској и на Европском првенству 2000. у Белгији и Холандији, где је тим завршио као трећи, као и на Светском првенству 2002. у Јапану и Јужној Кореји и Европском првенству 2004. у Португалији, где је заједно са саиграчима завршио на другом месту. Иако су били домаћини, изненађујуће су поражени у финалу од Грчке резултатом 1:0 (голом Харистеаса).

## Успеси
Порто
- Прва лига Португалије: 1987/88, 1991/92, 1992/93.
- Куп Португалије: 1990/91, 1993/94.
- Суперкуп Португалије: 1991, 1993.

Парма
- Куп УЕФА: 1994/95.[3]

Барселона
- Ла лига: 1997/98.
- Куп Краља: 1996/97, 1997/98.
- Суперкуп Шпаније: 1996.
- Куп победника купова: 1996/97.
- УЕФА суперкуп: 1997.

Лацио
- Серија А: 1999/2000.
- Куп Италије: 1999/2000, 2003/04.
- Суперкуп Италије: 1998, 2000.
- Куп победника купова: 1998/99.
- УЕФА суперкуп: 1999.

Португалија до 20
- Светско првенство до 20 година: 1989.[4]

Португалија
- Европско првенство 2004. финалиста.[5]